# مدیسن (ویسکانسین)
مدیسن (به انگلیسی: Madison) پایتخت ایالت ویسکانسین در ایالات متحده آمریکا است. بنابر آمارگیری سال ۲۰۰۰ جمعیت این شهر ۲۰۸۰۵۴ تخمین زده شده است که پس از میلواکی ازنظر جمعیت دومین شهر پرجمعیت در ایالت ویسکانسین است.

## تاریخچه
در سال ۱۸۳۶ یک قاضی بازنشسته فدرال آمریکا به اسم جیمز دوتی (James Duane Doty) اراضی باتلاقی اطراف چهار دریاچه در جنوب ویسکانسین را به منظور ساختن شهری جدید خریداری کرد. در تاریخ ۲۸ نوامبر همان سال شهر مدیسن که به احترام یکی از مؤسسان تازه درگذشته ایالات متحده آمریکا، رئیس‌جمهور جیمز مدیسن، نامگذاری شده بود، در یک رأی‌گیری توسط قانونگذاران قلمرو ویسکانسین به عنوان پایتخت دائمی این قلمرو برگزیده شد.

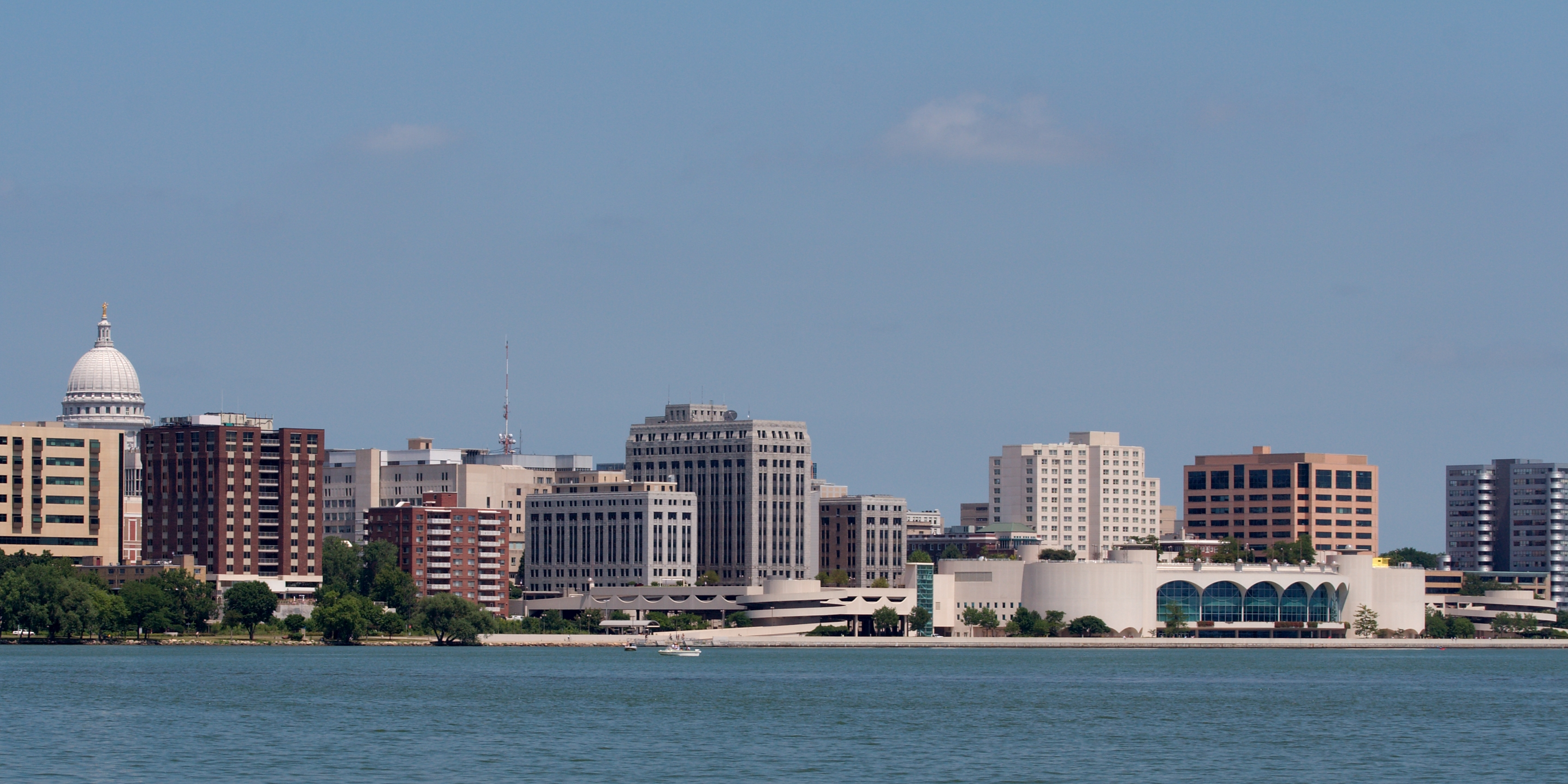
منظره شهر مدیسون از کرانه دریاچه مونونا

سنگ بنای ساختمان کنگره ایالت در سال ۱۸۳۷ گذارده شد و قانونگذاران در سال ۱۸۳۸ نخستین مجمع خود را در این بنا تشکیل دادند. هنگامی که در سال ۱۸۴۸ ویسکانسین از «قلمرو» به سی امین ایالت تبدیل شد، شهر مدیسن همچنان پایتخت باقی ماند و دانشگاه ویسکانسین در این شهر تأسیس شد.
در سال ۱۹۰۴ ساختمان کنگره در یک آتشسوزی تخریب شد و ساختن بنای کنونی کنگره در سال ۱۹۰۶ آغاز شد. رشد شهری در هزارهٔ بیستم ادامه یافت و هم‌اکنون مدیسن که دومین شهر پرجمعیت در ایالت است همچنان با سرعت متداوم در حال رشد است.

## جفرافیا
بر طبق اداره آمار ایالات متحده مساحت شهر ۲۱۹٫۳ کیلومتر مربع (برابر با ۸۴٫۷ مایل مربع) تخمین زده شده است که از آن مساحت ۱۷۷٫۹ کیلومتر مربع خشکی و ۴۱٫۵ کیلومتر مربع آب است. از مساحت کل ۱۸٫۹۱٪ آب است.
مدیسون متشکل از دریاچه‌های «مندوتا» (Mendota)، «مونونا» (Monona)، «وینگرا» (Wingra) و «وابیسا» (Waubesa) است که از این رو به آن با لقب «شهر چهار دریاچه» یاد می‌شود.
مرکز شهر مدیسون در باریکهٔ بین دو دریاچهٔ مندوتا و مونونا قرار دارد.

## مراکز دانشگاهی
مدیسن مقر دانشگاه ویسکانسین است.